# 二甲孕烯
二甲孕烯（开发代号：ST-1411，化学名：6α,16α-二甲基孕-4-烯-3β-醇-20-酮，6α,16α-dimethylpregn-4-en-3β-ol-20-one）是一种有机化合物，分子式C23H36O2，属于孕烯衍生物，具有抗雌激素性，1968年首次合成，从未上市销售。